# Niederdorf
Niederdorf (italià Villabassa) és un municipi italià, dins de la província autònoma de Tirol del Sud. És un dels municipis del vall de Pustertal. L'any 2007 tenia 1.426 habitants. Limita amb els municipis de Prags, Toblach, Welsberg-Taisten, i Gsies.

## Situació lingüística
| Pertinença lingüística (cens 2001) | 93,32% alemany |
| Pertinença lingüística (cens 2001) | 6,68% italià   |
| Pertinença lingüística (cens 2001) | 0,00% ladí     |

## Administració
| Període | Identitat      | Partit |
| ------- | -------------- | ------ |
| 2004-   | Johann Passler | SVP    |